# Gustav Barschdorf
Gustav Adolf Barschdorf (* 9. Mai 1908 in Peterswaldau; † 30. Dezember 1989 in Lübeck) war ein 1974 verurteilter Kriegsverbrecher und bis 1964 leitender Beamter des Hamburger Verfassungsschutzes.

## Leben
Barschdorf wurde im niederschlesischen Peterswaldau bei Reichenbach (Dzierżoniów) geboren. Sein Vater arbeitete als Weber in einer Fabrik. Barschdorf besuchte die Volksschule in Ober-Mittel-Peterswaldau von 1914–1922. Er arbeitete anschließend für kurze Zeit in der Landwirtschaft.
Vom 1. April 1922 bis zum 30. März 1927 war er bei der Firma Adam erst als Anlernling, dann als Fabrikweber beschäftigt. Die Textilfachschule in Langenbielau besuchte er vom 1. April 1927 bis zum 30. März 1928 und legte mit Erfolg die Prüfung zum Werkmeister ab. Anschließend arbeitete er bis zum 30. September 1928 als Volontär bei der Firma Gierig in Langenbielau. Am 4. Oktober 1928 wurde Barschdorf auf Antrag in den Polizeidienst übernommen. Zur Ausbildung besuchte er bis zum 25. September 1929 die Polizeischule in Frankenstein, auf der er mehrere Prüfungen mit Erfolg ablegte. Anschließend wurde er am 1. Oktober 1929 zur Bereitschaftspolizei Beuthen (Bytom) versetzt und vom 15. August 1932 bis etwa Mitte 1933 zum Einsatz bei der Grenzpolizei Beuthen abkommandiert. Bis zum 31. Juli 1935 tat er anschließend wieder Dienst bei der Bereitschaftspolizei Beuthen.
Einen Monat nach Ernennung Adolf Hitlers zum Reichskanzler trat er zum 1. März 1933 der NSDAP bei (Mitgliedsnummer 1.511.013). Am 1. August 1935 wurde Barschdorf nach Berlin zur Bereitschaftspolizei Berlin-Neukölln versetzt und ab 30. Januar 1936 dort als Revieroberwachtmeister der Schutzpolizei in einem Polizeirevier eingesetzt. Am 25. Januar 1937 wurde er zur Geheimen Staatspolizei (Gestapo) nach Berlin abkommandiert. Im Herbst 1937 wurde er von der Gestapo endgültig übernommen. Er war dort in der Abteilung IV, und zwar im Referat A 1 und für kurze Zeit im Referat A 4 (Bekämpfung des Kommunismus), tätig. Am 9. Mai 1938 wurde Barschdorf als Exekutivbeamter in das Kommunisten-Referat IV A 1 der Staatspolizeileitstelle Wien zunächst abkommandiert, am 1. Oktober 1939 dorthin versetzt. Am 22. Mai 1940 wurde Barschdorf nach Oslo zum BdS Norwegen versetzt, wo er als Kriminaloberassistent wieder in der Abteilung IV Referat A 1 (Kommunismus) beschäftigt war.
Am 3. Januar 1945 kehrte er nach Deutschland zurück und war bis zum Ende des Krieges in der Abteilung IV (Gestapo) des Reichssicherheitshauptamtes (RSHA) tätig. Kurz vor Einmarsch der sowjetischen Truppen bekam Barschdorf den Auftrag, in Schwerin und in Lübeck eine Ausweichstelle für die Gestapo zu schaffen.
Zum Zeitpunkt der Kapitulation befand sich Barschdorf in Flensburg. Er hatte sich dort falsche Ausweispapiere besorgt, die auf den Namen Gustav Opitz lauteten. In Kiel wurde Barschdorf von den Engländern festgenommen. Er befand sich bis Juli 1945 in britischer Gefangenschaft. Nach seiner Entlassung am 4. Juli 1945 arbeitete er bis 1950 als Landarbeiter auf dem Gut Wulfsdorf bei Hamburg. Anschließend war Barschdorf zwei Jahre lang auf verschiedenen Arbeitsstellen beschäftigt, u. a. als ungelernter Arbeiter bei der Firma Gustav Barmeister. Am 1. November 1952 erhielt er eine Anstellung als freier Mitarbeiter beim Bundesamt für Verfassungsschutz und ab 1964 bis 1973 beim Bundesamt für Zivilschutz, zwischenzeitlich von 1964 bis 1966 beim Statistischen Bundesamt.
1974 wurde Barschdorf im Alter von 66 Jahren in Hamburg wegen der Ermordung einer norwegischen Widerstandskämpferin im Jahr 1942 bei deren Vernehmung durch die Gestapo in Oslo als Kriegsverbrecher zu lebenslanger Freiheitsstrafe verurteilt. Die Frau wurde bei einer „verschärften Vernehmung“ am 17. Mai 1942, dem Nationalfeiertag Norwegens, derart misshandelt, dass sie daran verstarb. Sein 71-jähriger Mitangeklagter Felix Gruber, SS-Hauptscharführer und ebenfalls Gestapo-Beamter in Oslo, wurde freigesprochen.
Barschdorf musste die Freiheitsstrafe jedoch nie antreten, da das Gericht ihn aus Alters- und Gesundheitsgründen für haftunfähig erklärte.